# No Sleep Records
No Sleep Records fue una compañía discográfica independiente estadounidense fundada en el 2006 por Chris Hansen, que aparte de promover la música rock, también se considera una discográfica del activismo social que hace promover el activismo vegano de la mayoría de grupos y músicos fichados en la discográfica que lo son. Algunos materiales hechos por la discográfica de algunos grupos y músicos, se han distribuido para su descarga gratuita.
El 25 de junio de 2024, No Sleep Records cierra operaciones.

## Algunos artistas de la discográfica
- La Dispute
- Rocky Votolato
- The Wonder Years
- Tigers Jaw
- Touché Amoré